# Peixe-boi
Os peixes-bois, vacas-marinhas, manatins ou lamantins, constituem uma designação comum aos mamíferos aquáticos, sirênios, como os dugongos, mas da família dos triquequídeos (Trichechidae). Possuem um grande corpo arredondado, com aspecto semelhante ao das morsas. O peixe-boi-marinho (Trichechus manatus) pode medir até quatro metros e pesar 800 quilos, enquanto o peixe-boi-da-amazônia (Trichechus inunguis)pode chegar ate 2,5 metros e pode pesar até 300 quilos.
Habitam geralmente em águas costeiras e estuarinas quentes e rasas e pântanos, enquanto o peixe-boi-da-amazônia habita apenas em águas doces das bacias dos rios Amazonas e Orinoco. A Flórida é a localização mais ao norte onde vivem, pois a sua baixa taxa metabólica torna-se difícil no frio e não sobrevivem abaixo dos 15 °C.
Existem quatro espécies de peixe-boi:
- Peixe-boi-africano (Trichechus senegalensis), vive no Atlântico, habita as águas doces e costeiras do oeste da África.
- Peixe-boi-marinho (Trichechus manatus), também conhecidos como manatis, tem ampla distribuição nas Américas, indo desde o México, os Estados Unidos, vivendo nas ilhas da América Central, na Colômbia, Venezuela, nas Guianas, no Suriname e no Brasil.
- Peixe-boi-da-amazônia (Trichechus inunguis), são animais fluviais e vivem nas bacias dos rios Amazonas e Orinoco.
- Peixe-boi-do-oeste (Trichehus hesperamazonicus), espécie fóssil de sirênio descrito em 2020 e descoberto no Rio Madeira.[4]

Uma suposta quinta espécie foi relatada em 2007 por Marc van Roosmalen, mas sua validade foi logo questionada.
No Brasil, o peixe-boi-marinho habitava do Espírito Santo ao Amapá, porém devido à caça, desapareceu da costa do Espírito Santo, Bahia e Sergipe. Os peixes-bois vivem tanto em água salgada quanto em água doce. O peixe-boi amazônico só existe na bacia do rio Amazonas no Brasil e Peru, e no rio Orinoco na Venezuela, e vive apenas em água doce.
Todas as espécies encontram-se ameaçadas de extinção e estão protegidas por leis ambientais em diversas partes do mundo. No Brasil, o peixe-boi é protegido por lei desde 1967 e a caça e a comercialização de produtos derivados do peixe-boi é crime que pode levar o infrator a até dois anos de prisão. São animais de hábitos solitários, raramente vistos em grupo fora da época de acasalamento.
Alimentam-se de algas, aguapés, capins aquáticos entre outras vegetações aquáticas e podem consumir até 10% de seu peso em plantas por dia e podem passar até oito horas por dia se alimentando. Durante os primeiros dois anos de vida vivem com suas mães e ainda se alimentam de leite. São muito parecidos com os dugongos e a principal diferença entre o peixe-boi e o dugongo é a cauda. São animais muito mansos e, por este motivo, eles são facilmente caçados e atualmente encontram-se em risco de extinção.

## Taxonomia
Os peixes-bois representam três das quatros espécies atualmente existentes da ordem Sirenia. O quarto representante é o dugongo, um animal típico da região oriental. Os cientistas acreditam que os sirênios evoluíram dos mamíferos terrestres quadrúpedes há mais de 60 milhões de anos, tendo, nos dias atuais, o parentesco mais próximo com os animais das ordens Proboscidea (elefantes) e Hiracoidea (hírace).
As três espécies descritas pela Taxonomia de Wilson e Reeder são o peixe-boi-marinho (Trichechus manatus), o peixe-boi-africano (Trichechus senegalensis), e o peixe-boi-da-amazônia (Trichechus inunguis).
O peixe-boi-da-amazônia é caracterizado por ter um pelo de tom marrom acinzentado e uma pele grossa e enrugada, geralmente apresentando também pelos grossos ou “bigodes”. Fotos dele são tão escassas quanto o conhecimento sobre sua espécie. Especialistas acreditam, contudo, que ela seja mais semelhante ao peixe-boi-marinho que ao africano.

## Etimologia
"Manati" se origina do termo caribe para o animal: mana'ti.

## Características

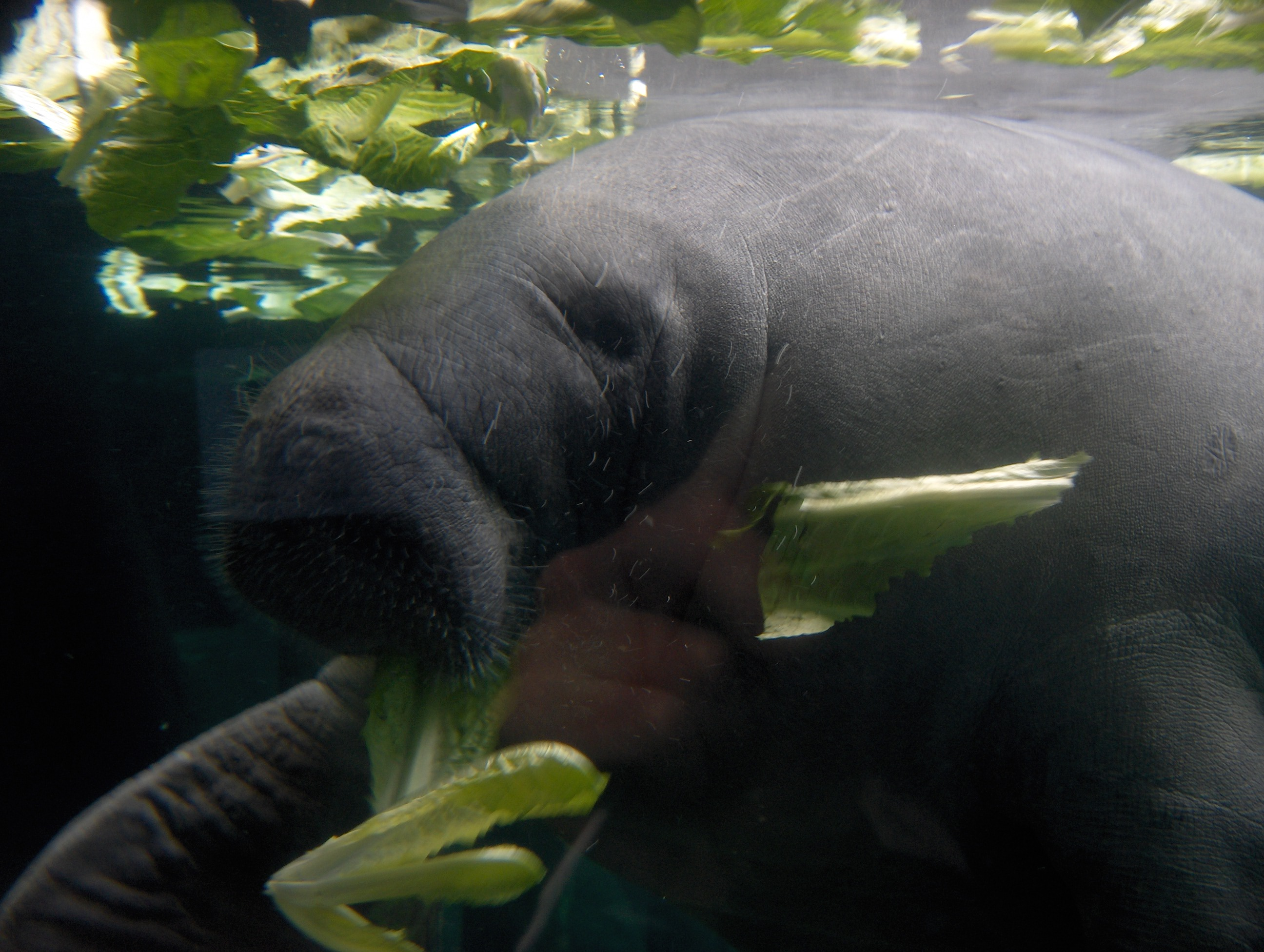
Um peixe-boi-marinho das Antilhas se alimentando.

O peixe-boi tem uma média de 500 a 550 quilogramas de massa e comprimento médio de 2,8 a 3 metros, com máximas avistadas de 3,6 metros e 1 775 quilogramas (as fêmeas tendem a ser maiores e mais pesadas). Ao nascer, um filhote de peixe-boi tem uma massa média de trinta quilogramas.
O corpo é robusto e maciço, com cauda achatada, larga e disposta de forma horizontal. O peixe-boi-marinho tem a pele rugosa, com a cor variando entre cinza e marrom-acinzentado. A cabeça fica bem junto ao corpo. Pode-se quase afirmar que não tem pescoço, apesar de conseguir movimentar a cabeça em todas as direções. Tem olhos bem pequenos, mas enxerga bem, sendo capaz até mesmo de reconhecer cores. O nariz está bem em cima do focinho, com duas grandes aberturas. Não tem orelhas: os ouvidos são dois pequenos orifícios um pouco atrás dos olhos. Além de escutar os ruídos ao seu redor, o peixe-boi também pode se comunicar através de pequenos gritos chamados vocalizações. Esta comunicação é muito importante entre a mãe e o filhote. A mãe é capaz de reconhecer o seu filhote entre muitos outros apenas pela vocalização.

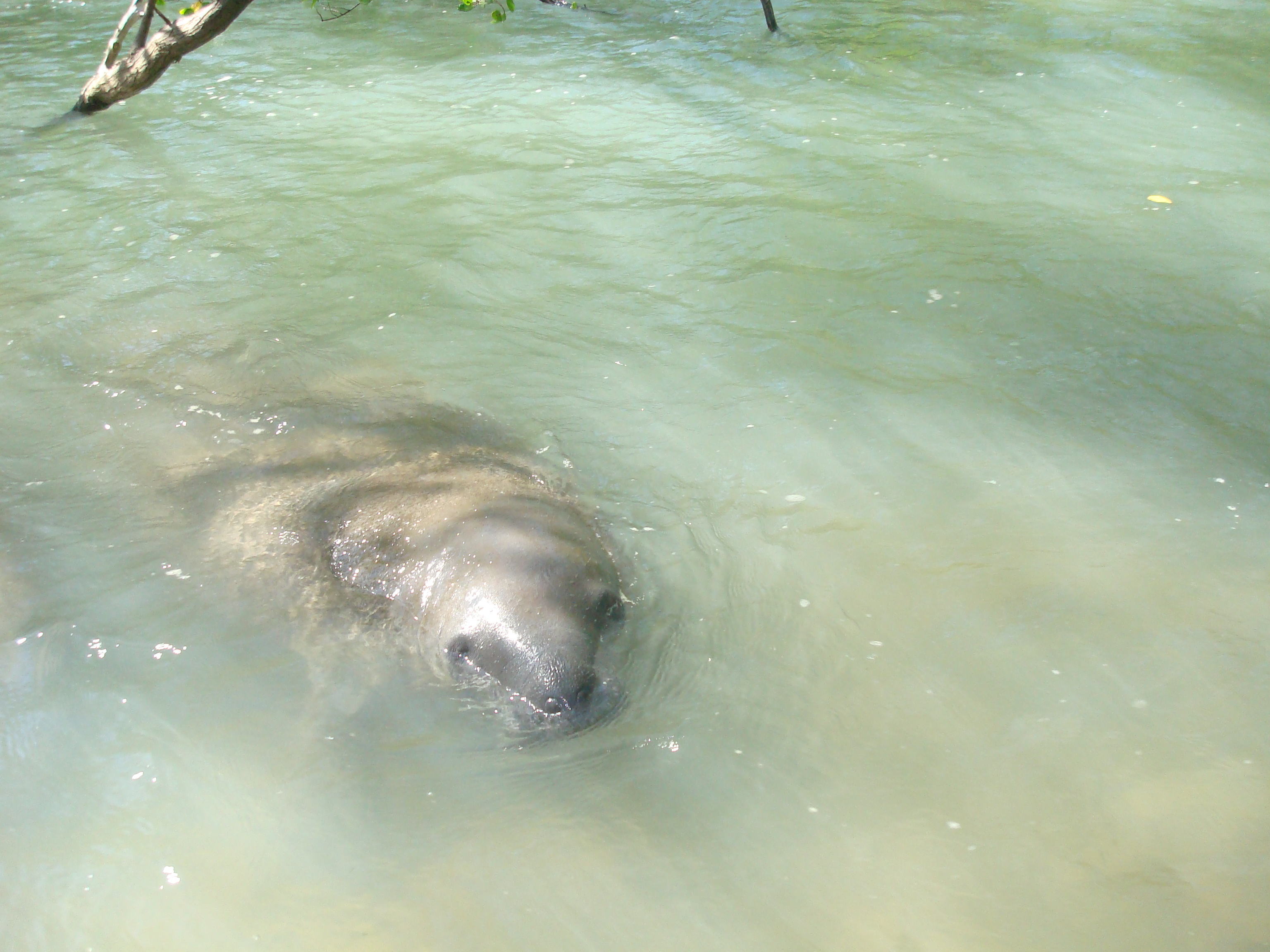
Peixe-boi em seu habitat

A boca é grande: os lábios de cima são amplos e se movimentam na hora de pegar o alimento. A dentição desses animais é reduzida a molares, que se regeneram constantemente, em virtude de sua dieta vegetariana quando adultos, constituída por algas duras. Estas folhagens contêm sílica, elemento que desgasta rapidamente os dentes, mas os manatis são adaptados, seus molares deslocam-se para a frente cerca de 1 mm por mês e se desprendem quando estão completamente desgastados, sendo substituídos por dentes novos situados na parte posterior da mandíbula. Esse fenômeno é chamado de "Marcha dos Molares".
No focinho, o peixe-boi tem muitos pelos, chamados vibrissas ou pelos táteis, muito sensíveis ao movimento ou ao toque. Por ser um animal aquático, no lugar das patas dianteiras o peixe-boi tem duas nadadeiras, com unhas arredondadas nas pontas. Em vez das patas traseiras, possui uma grande nadadeira caudal.

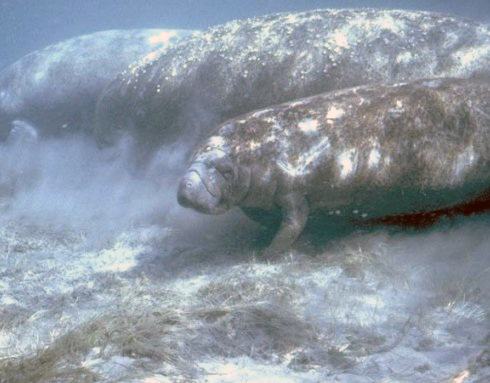
Um grupo de três manatis

Para nadar, o peixe-boi impulsiona sua nadadeira caudal, usando as duas nadadeiras peitorais para controlar os movimentos. Apesar de bastante pesado, consegue ser bem ágil dentro d'água, fazendo muitas manobras e ficando em várias posições. Em média, os peixes-bois nadam com uma velocidade de cinco quilômetros por hora até oito quilômetros por hora (1,4 metros por segundo a 2,2 metros por segundo). No entanto, têm sido vistos nadando a uma velocidade de até trinta quilômetros por hora (oito metros por segundo) em rajadas curtas. Metade do dia de um peixe-boi é gasto dormindo na água, subindo para tomar ar regularmente em intervalos não superiores a vinte minutos. Por ser um mamífero, o peixe-boi precisa ir à superfície para respirar. Como os outros mamíferos, ele respira pelos pulmões. Nos seus mergulhos normais, fica apenas de um a cinco minutos debaixo d'água. Já em repouso, pode permanecer até 25 minutos submerso sem respirar.
O peixe-boi-da-flórida (T. m. latirostris) pode viver até aos sessenta anos e pode movimentar-se livremente entre salinidade extrema. No entanto, o peixe-boi-da-amazônia (T. inunguis) nunca se aventura em água salgada. Têm uma grande flexibilidade preênsil no lábio superior que atua em muitos aspectos como uma tromba curta, algo semelhante a um elefante. Utilizam o lábio para reunir comida, bem como para comunicações e interações sociais. Os seus pequenos, e bem espaçados olhos têm pálpebras que fecham em uma forma circular. Acredita-se que os peixes-boi têm a habilidade de ver em cores.
Emitem uma ampla gama de sons na comunicação, especialmente entre as fêmeas e os machos durante o contato sexual, mas também entre os adultos durante jogos e comportamentos habituais. Podem usar sabor e odor, além da visão, som e tato, para se comunicar. São capazes de aprender diferentes tarefas e mostram sinais de aprendizagem complexas ou longa memória, tal como golfinhos e Pinípedes, segundo estudos visuais e acústicos.

## Reprodução

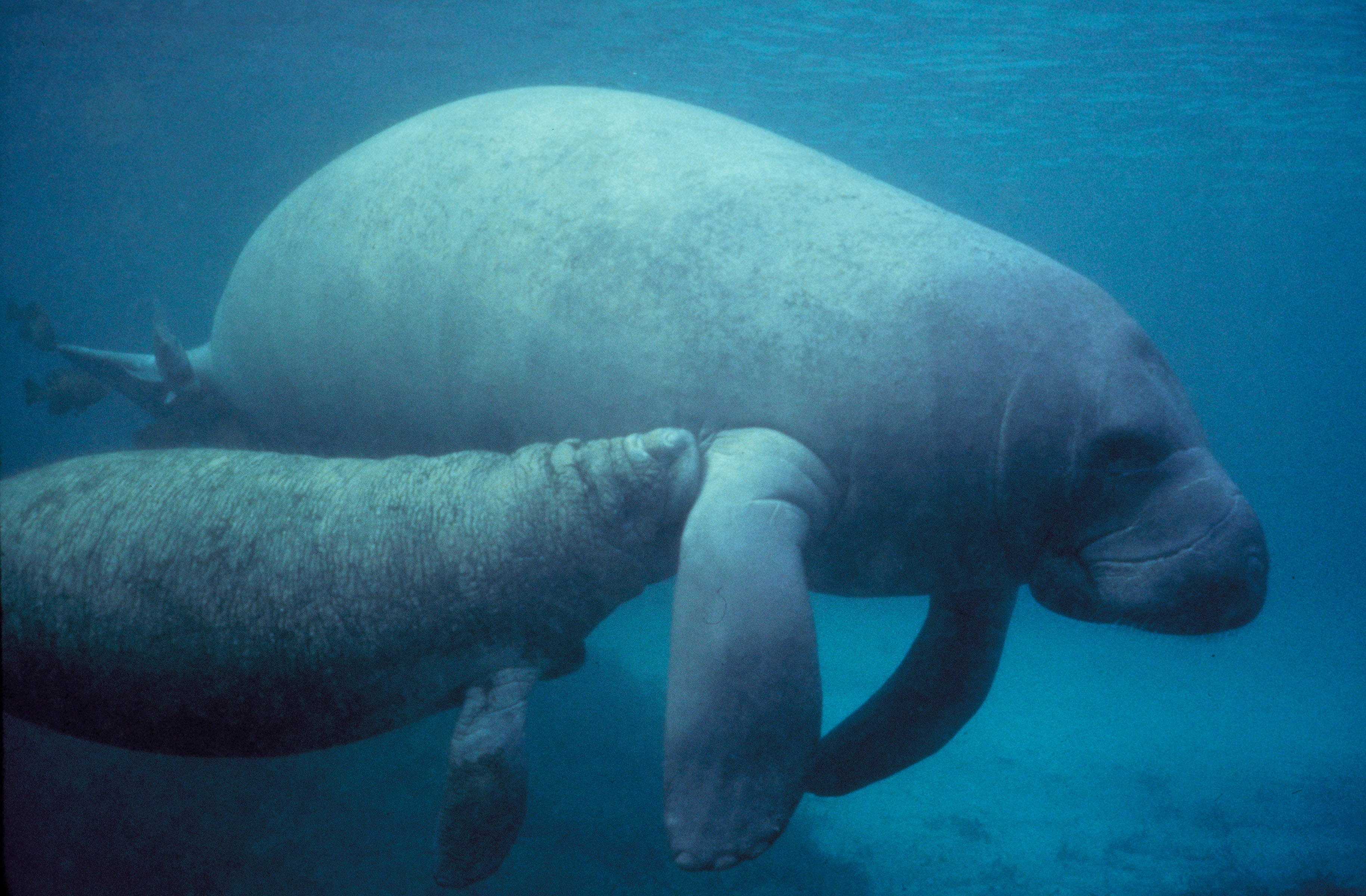
Peixe-boi e filhote

Possuem taxa reprodutiva muito baixa pois a fêmea, chamada peixe-mulher, segundo o Dicionário Aurélio, tem geralmente um filhote, mas há casos de nascimentos de gêmeos, até mesmo em cativeiro, como já aconteceu na Sede Nacional do Projeto Peixe-Boi, em Itamaracá, Pernambuco.
Os peixes-bois não têm nenhuma diferença sexual externa fácil de ser notada. Na fêmea, a abertura genital (a vagina) fica mais próxima do ânus, enquanto no macho (no caso, o pênis) fica mais próxima do umbigo. O pênis só sai da abertura genital no momento do acasalamento. No resto do tempo, está sempre "guardado". O acasalamento se dá com o macho por baixo e a fêmea por cima, num tipo de "abraço". É aí que o macho externa seu pênis e faz a penetração na fêmea.
Vários machos podem copular com uma mesma fêmea, o cio dura um longo período, mas apenas um deles irá fecundá-la. A reprodução da espécie é lenta, pois o período de gestação das fêmeas é longo: treze meses. Depois, a mãe amamenta o filhote durante um período entre um e dois anos. Por causa disso, a fêmea tem apenas um filhote a cada quatro anos, pois ela só volta a entrar no cio outra vez um ano depois de desmamar e tirando a época em que as mães estão com os seus jovens do sexo masculino ou feminino, os peixes-boi geralmente são criaturas solitárias.
Nos primeiros dias de vida, o filhote alimenta-se exclusivamente do leite da mãe. O leite materno é importante para o desenvolvimento do filhote: é um alimento completo que o ajuda no crescimento e funciona como uma vacina, protegendo-o nos primeiros tempos de vida. Durante o período de amamentação é possível notar as mamas na fêmea. Elas ficam uma de cada lado, bem abaixo da nadadeira peitoral. Mas é já a partir dos primeiros meses de vida que o peixe-boi começa a ingerir vegetais, seguindo o comportamento da mãe. O filhote, aliás, recebe todos os cuidados da mãe. Muito zelosa, é ela quem o ensina a nadar, a subir até a superfície para respirar e também a alimentar-se de plantas.
O peixe-boi da Flórida (Trichechus manatus latirostris) por exemplo, exibe comportamento promíscuos onde um número de machos forma um grupo chamado de rebanho de acasalamento com uma fêmea, quando essa entra no período reprodutivo, embora os peixes-boi machos possam exibir espermatogênese com comprimento <2,4 m, com idade precoce de 2 anos, parece que os machos "juvenis" (isto é, os menores) permanecem na periferia do rebanho de acasalamento, enquanto os machos maiores ficam em posição adjacente a fêmea. Os rebanhos de acasalamento podem permanecer juntos por até cerca de um mês, durante o qual se supõe que vários machos conseguem copular várias vezes com a fêmea. Embora não tenha ocorrido nenhum teste genético de paternidade nem observação contínua dos rebanhos de acasalamento para documentar todas as copulações, foi sugerido que os machos maiores no rebanho copulam com mais frequência.

## Vulnerabilidade

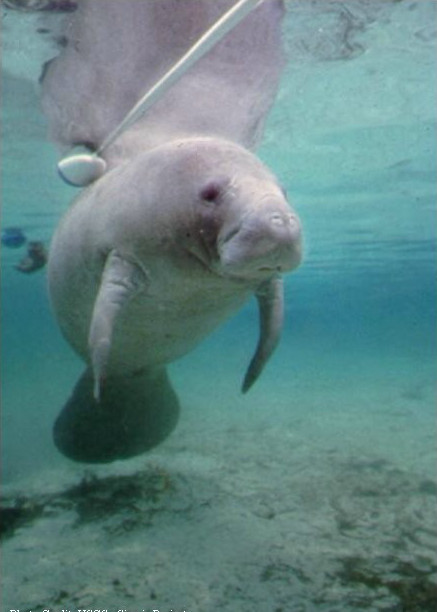
Um peixe-boi

Embora os peixes-boi possuam poucos predadores naturais (tubarões, crocodilos, orcas e jacarés), todas as três espécies de peixe-boi estão listadas pela World Conservation Union como vulnerável à extinção. A principal ameaça corrente para os peixes-boi nos Estados Unidos está sendo as colisões com barcos ou com hélices. Às vezes o peixe-boi pode sobreviver a estas colisões, e mais de cinquenta cicatrizes profundas permanentes têm sido observadas em alguns peixes-boi ao largo da costa da Flórida. No entanto, as feridas são muitas vezes fatais, e os pulmões podem até sair através da cavidade torácica É ilegal, no âmbito federal e na lei da Flórida, provocar danos aos peixes-boi.
O assoreamento dos estuários onde as fêmeas dão à luz os filhotes é outro motivo para ameaça de extinção desta espécie.
O Centro Mundial de Monitoramento da Conservação, órgão do PNUMA (Programa das Nações Unidas para o Meio Ambiente), registra em seu banco de dados as seguintes espécies e subespécies como objeto de preocupação:
- Trichechus senegalensis,[16] África
- Trichechus inunguis,[17] América do Sul
- Trichechus manatus,[18] Caribe, América do Norte e América do Sul
- Trichechus manatus manatus,[19] Antilhas
- Trichechus manatus latirostris,[20] Flórida

## População

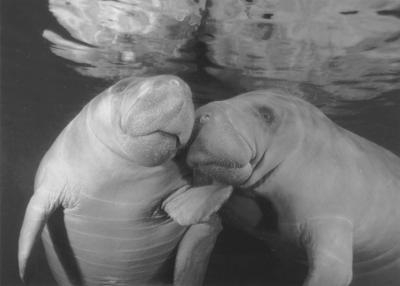
Peixe-boi das antilhas

A população de peixes-boi na Flórida (T. manatus) provavelmente está entre 1000 e 3000, embora as estimativas sejam difíceis. O número de mortes de peixes-bois causadas por seres humanos neste estado, aumentou com o passar dos anos, correspondendo a 20%-40% das mortes registradas de peixe-boi. Foram registrados perto de 300 peixes-bois mortos por atividade humana na Flórida em 2006, a maioria destes causados por barcos.
Estimativas da população de peixe-boi da Flórida mostram uma grande variação de ano para ano, com algumas áreas com possíveis aumentos e outras com queda de população, com muito pouca evidência de fortes aumentos exceto em duas áreas. No entanto, estudos realizados em 1997 indicaram que diminuiu sua sobrevivência adulta e a eventual extinção de peixes-boi da Flórida é uma possibilidade. Os censos de peixe-boi são altamente variáveis,: na Flórida em 1996, um inquérito no inverno calculou 2639 peixes-boi; em janeiro de 1997, foram registrados 2229 e em fevereiro apenas 1706. Restos fósseis dos antepassados de peixe-boi mostram que eles têm habitado a Flórida por cerca de 45 milhões de anos.
O peixe-boi-da-amazônia (T. inunguis) é uma espécie de peixe-boi que vive nos habitats de água doce do rio Amazonas e seus afluentes. Sua cor é cinzenta acastanhada e eles têm uma pele enrugada e grossa, muitas vezes com pelos grossos, ou "bigodes". Seu principal predador é também o homem. O governo brasileiro proibiu a caça do peixe-boi desde 1973, em um esforço para preservar a espécie. Mortes por barcos, no entanto, ainda são comuns.
O peixe-boi-africano (T. senegalensis) é o menos estudado das três espécies de peixe-boi. Fotos do peixe-boi-africano são muito raras, embora muito pouco se sabe sobre esta espécie, os cientistas acham que são semelhantes ao peixe-boi das Caraíbas. Eles são encontrados em habitats costeiros marinhos e estuarinos, e em água doce sistemas fluviais ao longo da costa oeste da África a partir do rio Senegal até ao rio Kwanza, em Angola, incluindo as áreas em Gâmbia, Libéria, a Guiné-Bissau, Guiné, Serra Leoa, Costa do Marfim, Gana, Mali, Nigéria, Camarões, Gabão, República do Congo, e da República Democrática do Congo. Embora ocasionalmente caçados por tubarões e crocodilos na África, as suas ameaças significativas são apenas o ser humano, devido à caça furtiva, perda habitat, e outros impactos ambientais. Eles chegam a habitar até Gao, no Mali, pelo rio Níger. Embora raros, eles ocasionalmente ficam encalhados quando o rio seca até ao final do período chuvoso. O nome em Sonrai, o idioma local, é "ayyu".

## Peixe-boi no Brasil
Há registros do peixe-boi desde o descobrimento pelos portugueses no século XVI, de início, logo foram associados ao quinotauro. No Brasil há duas espécies de peixe-boi: o Trichechus manatus manatus, peixe-boi marinho que se encontra criticamente ameaçado de extinção, e o Trichechus inunguis que vive nos rios amazônicos, considerado como vulnerável à extinção. Calcula-se que existam cerca de 500 peixes-boi marinhos na costa brasileira, não existem estudos ou pesquisas que revelem estimativas populacionais para o número de indivíduos de peixes-bois da Amazônia.

### Projeto Peixe-boi
Com a possibilidade de extinção dessas espécies o governo brasileiro proibiu sua caça e criou em 1980 o Projeto Peixe-Boi desenvolvido pelo CMA (Centro Nacional de Pesquisa, Conservação e Manejo de Mamíferos Aquáticos) com sede na Ilha de Itamaracá, Pernambuco. O projeto dedica-se à pesquisa, resgate, recuperação e devolução à natureza do peixe-boi, bem como a informação e parceria com comunidades ribeirinhas e costeiras. O projeto está aberto a visitação, onde podem ser vistos inúmeros peixes-boi, inclusive a Chica, um peixe-boi fêmea que viveu durante anos num aquário público em uma praça do Recife, e o Poque, um raro caso de híbrido entre o peixe-boi marinho e o amazônico.

### Laboratório de Mamíferos Aquáticos do INPA
Os estudos sobre a biologia e conservação do peixe-boi da Amazônia (Trichechus inunguis) iniciaram-se em 1974 no Laboratório de Mamíferos Aquáticos (LMA), do Instituto Nacional de Pesquisas da Amazônia (INPA), situado na cidade de Manaus, Amazonas. Atualmente o LMA já reabilitou com sucesso mais de 60 filhotes de peixes-boi, cujas mães foram vítimas da caça ilegal que ainda ocorre na região. Aqui nasceu o primeiro filhote de Peixe-Boi da Amazônia em cativeiro, chamado Erê, em 1998. Os tanques dos peixe-boi estão localizados no Parque Aquático Robin Best e são abertos a visitação como parte do Bosque da Ciência do INPA.
No ano de 2000, pesquisadores do INPA e do CPPMA - Centro de Preservação e Pesquisa de Mamíferos Aquáticos, criaram a AMPA - Associação Amigos do Peixe-boi, uma organização não governamental que atua em convênio com o INPA e é patrocinada pelo Programa Petrobras Ambiental.

## O peixe-boi e os nativos do Novo Mundo
O padre José de Anchieta (1534-1597) enaltecia, em carta de 1560, as qualidades da carne do peixe-boi:
Há um certo peixe (que chamamos peixe-boi e os índios iguaraguá), frequenta na vila do Espírito Santo e noutras povoações para o Norte, onde não há frio ou é pouco e se faz sentir com menos rigor do que entre nós. Muito grande no tamanho, alimenta-se de ervas, como mostram as mesmas ervas pastadas nos rochedos à beira dos mangues. No corpo é maior que o boi, cobre-se de pele dura, parecida na cor à do elefante. Tem no peito dois como braços, com que nada, e em baixo deles as tetas, com que alimenta os filhos. A boca é em tudo igual à do boi, é muito bom para se comer e mal se pode distinguir se é carne ou se antes se deve considerar peixe. A gordura, que está pegada à pele e sobretudo junto à cauda, derretida ao fogo, torna-se líquida e pode-se bem comparar à manteiga, não sei se ainda melhor, e usa-se em vez de azeite para temperar comidas. Todo o corpo é travado de ossos sólidos e duríssimos que podem fazer às vezes de marfim.
Aos nativos, o peixe-boi não servia apenas de alimento, sendo consumido assado, guisado ou cozido. Seu couro era muito resistente, ideal para a confecção de cordas e escudos. Sua queixada era curva, própria para cabo de machados e enxós.
Indígenas amazonenses caçavam peixe-boi de canoa e arpão, em cuja ponta eram fixadas conchas afiadíssimas. Quando o animal colocava o focinho para fora da água para respirar, era arpoado. Outra maneira de capturar o peixe-boi era utilizar o arpão preso a uma corda à canoa e arpoá-lo. O animal arrastava a canoa até se cansar, quando então era puxado para as proximidades da canoa e madeiras eram inseridas em suas ventas, matando-o por asfixia. Em outras ocasiões ele era arrastado para a terra firme, onde acabavam de matá-lo.
O peixe-boi era também caçado com o arpão preso a uma corda onde, na outra extremidade, estava presa uma boia. O animal fugia, mas a boia indicava sua posição e, quando ela parava de se movimentar, os índios puxavam o animal já morto para a canoa. Para embarcá-lo, enchiam a embarcação de água e o deslizavam para dentro e, em seguida, com ajuda de cuias, esvaziavam a água da canoa para fazê-la boiar e a empurravam para a margem. Quando os índios amazônicos caçavam ou pescavam uma grande quantidade de animais e não podiam transportar toda a carga para a aldeia, moqueavam a carne restante, embrulhavam-na em folhas de bananeiras, inajá ou ubi e a enterravam para buscá-la em outra ocasião.